# Білорічка
Білорі́чка (рос. Белоречка) — селище у складі Верхньотагільського міського округу Свердловської області.
Населення — 319 осіб (2010, 269 у 2002).
До 2004 року селище мало статус селища міського типу.